# Pachycerina parvicepunctata
Pachycerina parvicepunctata är en tvåvingeart som beskrevs av Meijere 1914. Pachycerina parvicepunctata ingår i släktet Pachycerina och familjen lövflugor. Inga underarter finns listade i Catalogue of Life.